# Jądro galaktyki
Jądro galaktyki – centralny obszar galaktyki, w którym znajduje się około 75% jej masy. Jądra wielu (być może wszystkich) galaktyk zawierają supermasywne czarne dziury.